# Casa Galan
Casa Galan és una obra amb elements gòtics i renaixentistes d'Arnes (Terra Alta) inclosa a l'Inventari del Patrimoni Arquitectònic de Catalunya.

## Descripció
Edifici situar ben a prop del nucli del castell, pertany a la part més vella del poble. Casa Palau amb planta baixa i dos pisos, de carreus i maçoneria, té una portalada amb arc de mig punt adovellat i finestres amb motllures i llindes conopials. La coberta de teula és posterior i es troba a faltar el coronament de la cornisa o una teulada volada. L'interior està molt malmès degut a un "emblanquinat" amb blau, així com l'exterior que té les finestres emmarcades de blanc.